# Santuario del Oryx árabe

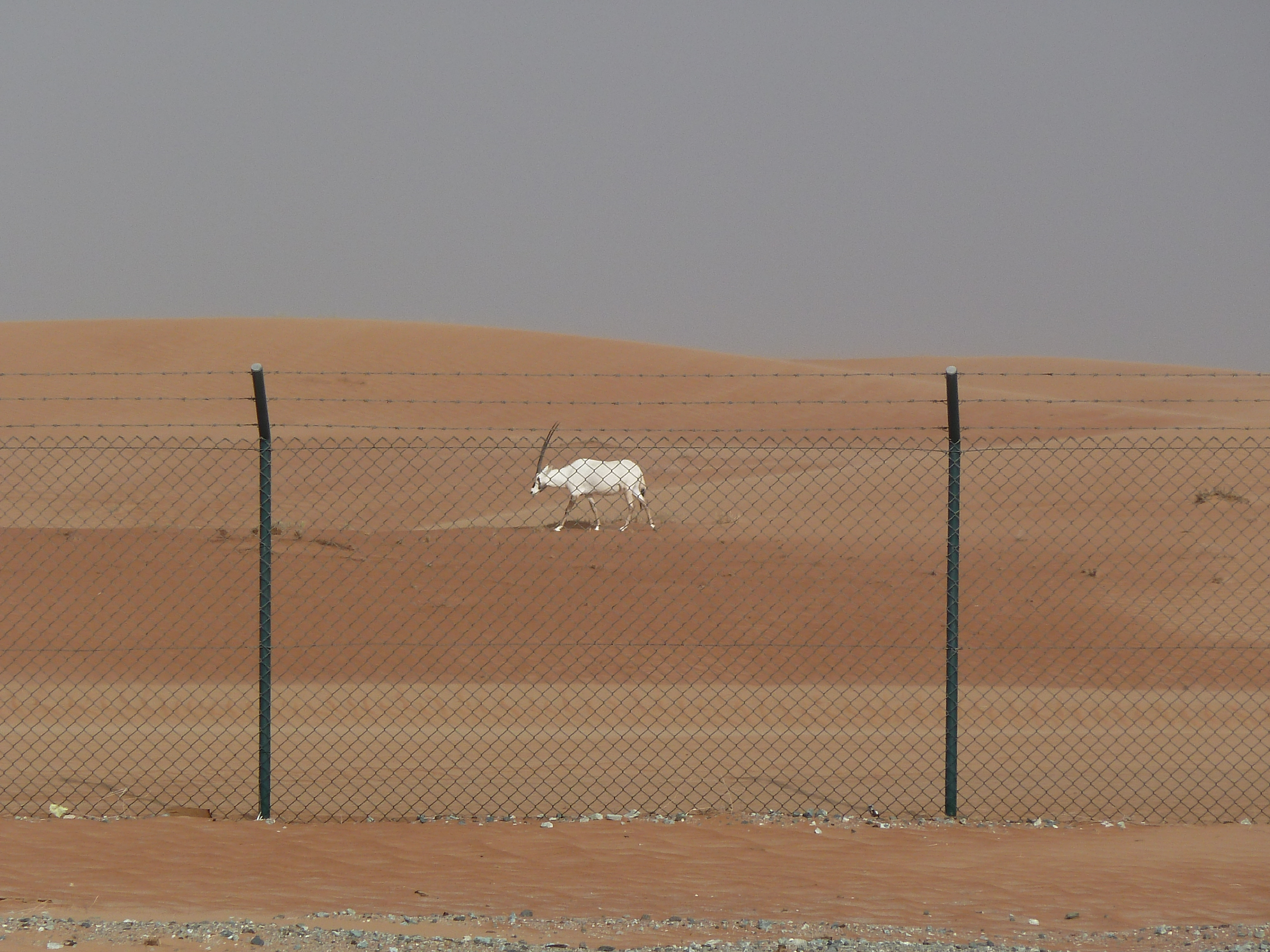

El Santuario del Oryx árabe es una antigua zona protegida situada en Omán. Inscrita en el año 1994 en el Patrimonio de la Humanidad de la Unesco por el criterio x, el bien ha sido retirado de la misma lista en el año 2007.
La fauna y la flora de la zona representa un ecosistema desértico único.
La zona comprende, especialmente, el primer rebaño de oryx árabes libres después de la extinción de la especie 1972 y su reintroducción 1982, son los únicos lugares de reproducción libre de la avutarda, el íbice, el lobo de Arabia, el tejón, el caracal y la población más importante de la gacela de Arabia en libertad.
El número de oryx fue estimado en 450 individuos en 1996, pero después se redujo a cerca de 65 individuos con solamente cuatro parejas reproductoras.
En 2007, el Comité del Patrimonio de la Humanidad retiró el bien de la Lista del Patrimonio de la Humanidad, en respuesta a la decisión unilateral de Omán de reducir el 90% de la superficie de la zona protegida del lugar. Fue la primera vez que tal supresión ha sido confirmada.